# Malo Sedlo
Malo Sedlo (nemško Kleinsattel) je naselje Statutarnega mesta Beljak na Koroškem v Avstriji.